# L'Espace géographique
L'Espace géographique est une revue scientifique française de géographie, trimestrielle, créée en 1972 par Roger Brunet.
La revue est aujourd'hui codirigée par Denise Pumain et Marie-Claire Robic.
Son ISSN est 0046-2497.
Elle est disponible de 1972 à 2000 sur le portail web Persée et également sur Cairn depuis 2001.
Pour ses 40 ans, la revue a lancé en 2012 une version en anglais également disponible sur le portail Cairn.